# Ulefone Armor 2
Ulefone Armor 2 — защищённый смартфон, выпущенный китайской компанией Ulefone в 2017 году.

## Экран
Смартфон оснащён ёмкостным сенсорным экраном диагональю 5 дюймов, распознающим 10 одновременных касаний (10-точечный мультитач). Разрешение экрана составляет 1920х1080 (FullHD), отношение сторон — 16:9, разрешающая способность — 441 пикселей на дюйм (ppi). Экран способен отображать 16777216 оттенков.

## Защита
Корпус Ulefone Armor 2 изготовлен с использованием стекловолокна, армированного поликарбоната и металла. Он спроектирован таким образом, чтобы выдерживать падения на твёрдую поверхность. Есть и защита по стандарту IP68 — смартфон не боится воздействия пыли, температур от −40 до 80 °С и может находиться ниже поверхности воды на полутораметровой глубине в течение часа.

## Программное обеспечение
Смартфон оснащён операционной системой Android 7.0 Nougat, разработанной в американской компании Google. Используется прошивка со встроенными сервисами Google (жарг. Gapps). В частности, предустановлен клиент магазина приложений и мультимедийного контента Google Play, с помощью которого смартфон можно оснастить большим количеством приложений от сторонних разработчиков. Предустановлен ряд стандартных приложений: медиаплеер, многофункциональные часы, просмотрщик фотографий, FM-радио, калькулятор и другие.

## Технические характеристики
- Экран: IPS, 5", 1080x1920 точек, ёмкостный, мультитач
- Процессор: восьмиядерный Helio P25 (4x Cortex-A53, 2,6 ГГц + 4x Cortex-A53, 1,6 ГГц)
- Графический ускоритель: Mali-T880 MP2
- Операционная система: Android 7
- Оперативная память: 6 ГБ
- Встроенная память: 64 ГБ
- Поддержка карт памяти: microSD до 256 ГБ
- Связь: GSM 850/900/1800/1900 МГц || UMTS 850/900/2100 МГц || LTE 1, 3, 5, 7, 8, 20, 38, 40
- SIM: nano-SIM + nano-SIM, Dual SIM Dual Standby (DSDS)
- Беспроводные интерфейсы: Wi-Fi 2,4/5 ГГц, Bluetooth 4.1
- Навигация: GPS, ГЛОНАСС
- Камеры: основная — 16 Мп (f/2,0), фронтальная — 8 Мп, интерполированная до 13 Мп (f/2,0)
- Датчики: сканер отпечатков пальцев, датчик освещённости, датчик приближения, гироскоп, датчик гравитации, компас
- Аккумулятор: 4700 мАч, несъёмный
- Габариты: 159х78,3х14,5 мм
- Вес: 270 г